# Gene Goe
Gene Arnold Goe (* um 1940) ist ein US-amerikanischer Jazz- und Studiomusiker (Trompete), der vorwiegend in Bigbands arbeitete.
Goe spielte 1960 in The Modern Jazz Orchestra (Featuring Kenny Drew), mit dem in Miami erste Aufnahmen entstanden, in den folgenden Jahren bei Si Zentner, bevor er um 1965 zu Count Basie wechselte, mit dem er 1966 auf dem Newport Jazz Festival gastierte. In den 1970er-Jahren arbeitete er in verschiedenen Bigbands, u. a bei Bill Berry and the LA Band, in der Bob Florence Big Band, Bob Friedman, Norman Connors und bei Maynard Ferguson & His Orchestra.
Er wirkte außerdem als Studiomusiker in Frank Zappas Abnuceals Emuukha Electric Orchestra bei dessen Produktion Lumpy Gravy mit. Im Bereich des Jazz war er zwischen 1960 und 1983 an 79 Aufnahmesessions beteiligt, u. a. auch mit Ray Barretto, Paulinho Da Costa, The Manhattan Transfer, Carmen McRae,  Sonny Rollins (The Way I Feel, 1976), Carole King, Gladys Knight, Maria Muldaur und Sarah Vaughan.